# Misfits (álbum de The Kinks)
Misfits es el decimosexto álbum de estudio de la banda de rock británica The Kinks, lanzado a través de Arista Records en 1978.

## Lista de canciones
- Todas las canciones compuestas por Ray Davies, excepto donde se indique lo contrario.

### Versión estadounidense
Cara A
1. "Misfits" – 4:41
2. "Hay Fever" – 3:32
3. "Live Life" – 3:49
4. "A Rock & Roll Fantasy" – 4:58
5. "In a Foreign Land" – 3:03

Cara B
1. "Permanent Waves" – 3:47
2. "Black Messiah" – 4:08
3. "Out of the Wardrobe" – 3:35
4. "Trust Your Heart" (Dave Davies) – 4:11
5. "Get Up" – 3:22

### Versión remasterizada CD
- Contiene las mismas canciones que la versión original inglesa

1. "Misfits" – 4:42
2. "Hay Fever" – 3:33
3. "Black Messiah" – 4:08
4. "A Rock & Roll Fantasy" – 4:58
5. "In a Foreign Land" – 3:02
6. "Permanent Waves" – 3:48
7. "Live Life" – 4:47
8. "Out of the Wardrobe" – 3:37
9. "Trust Your Heart" (Dave Davies) – 4:11
10. "Get Up" – 3:22

### Pistas adicionales de la reedición en CD
1. "Black Messiah" (Single Remix) – 3:37
2. "Father Christmas" – 3:42
3. "A Rock & Roll Fantasy" (US Single Edit) – 4:01
4. "Live Life" (US Single Mix) – 3:47

## Personal
Banda
- Ray Davies: voz principal, guitarra, piano, sintetizador
- Dave Davies: guitarra líder, voz (voz principal en "Trust Your Heart")
- Mick Avory: batería
- Andy Pyle: bajo
- John Gosling: piano, órgano, sintetizador
- John Dalton: bajo en "In a Foreign Land"

Personal adicional
- Ron Lawrence: bajo en "Live Life", "A Rock & Roll Fantasy" y "Get Up"
- Nick Trevisik: batería en "Trust Your Heart", "A Rock & Roll Fantasy" y "Get Up"
- Zaine Griff: overdubbs de bajo
- Clem Cattini: overdubbs de batería
- John Beecham: trombón en "Black Messiah"
- Nick Newall: clarinete en "Black Messiah"
- Mike Cotton: trompeta en "Black Messiah"

Producción
- Compuesto y producido por Raymond Douglas Davies
- Ingeniería de Steve Waldman